# Phanerogamae Cumingianae Philippinarum
Phanerogamae Cumingianae Philippinarum (abreviado Phan. Cuming. Philipp.) es un libro con ilustraciones y descripciones botánicas que fue escrito por el naturalista, botánico, pteridólogo, y explorador español Sebastián Vidal y Soler y publicado en Manila en el año 1885 con el nombre de Cuerpo de Ingenieros de Montes. Comisión de la Flora Forestal de Filipinas, Phanerogamae Cumingianae Philippinarum.